# Международный батальон свободы
Международный батальон свободы (тур. Enternasyonalist Özgürlük Taburu, курд. Tabûra Azadî ya Înternasyonal, араб. تابور الحرية العالمي‎, сокр. IFB или EÖT) — вооруженная группировка, состоящая из левых иностранных добровольцев, сражающихся на стороне курдских Отрядов народной самообороны в сирийской гражданской войне — в поддержку Рожавской революции и против исламского государства Ирака и Леванта. Формирование Интернационального Батальона Свободы было объявлено 10 июня 2015 года в Серке Кание (Рас-эль-Айн). Вдохновением для бойцов стали Интернациональные бригады времён гражданской войны в Испании. Участники представляют различные политические взгляды леворадикального спектра: как марксизм-ленинизм (в том числе ходжаизм и маоизм), так и анархизм.

## Главные группы
Состоит из бойцов левых вооруженных групп (а также лиц, не входящих в какие-либо другие группы), большинство из которых сражались в рядах YPG до создания Международного батальона свободы. Эти группы состоят из:
- Марксистско-ленинская коммунистическая партия (тур. Marksist-Leninist Komünist Partisi) — турецкая ходжаистская партия

- Социальное восстание (тур. Sosyal İsyan) — турецкая организация зеленых анархистов

- Освободительная армия рабочих и крестьян Турции (TİKKO) — военизированное крыло Турецкой коммунистической партии (марксистско-ленинской). Признана в Турции террористической организацией.
- Объединённые силы свободы (тур. Birleşik Özgürlük Güçleri) — объединенное ополчение экспатриантов нескольких революционных социалистических организаций из Турции
- Коммунистическая реконструкция (исп. Reconstrucción Comunista) — испанская ходжаистская партия
- Турецкая коммунистическая рабочая партия (ленинская) (тур. Türkiye Komünist Emek Partisi/Leninist) — турецкая подпольная коммунистическая партия
- Революционный союз за международную солидарность (греч. Επαναστατικός Σύνδεσμος Διεθνιστικής Αλληλεγγύης) — малочисленная группа анархистов из Греции, прибывших по призыву турецкой МЛКП
- Бригада Боба Кроу (англ. Bob Crow Brigade) — группа бойцов из Соединенного Королевства и Ирландии, названная в честь Боба Кроу, английского профсоюзного лидера и члена Коммунистической партии Британии, умершего от сердечного приступа в марте 2014 года
- Бригада Анри Красуцкого (фр. Brigade Henri Krasucki) это группа бойцов из Франции. Вдохновленные их англоговорящими товарищами из бригады Боба Кроу, они назвали себя в честь французского профсоюзного лидера и бывшего генерального секретаря Всеобщей конфедерации труда Анри Красуцкого[5]
- Интернациональные революционные народные партизанские силы (англ. International Revolutionary People's Guerrilla Forces, IRPGF) — международная группа анархистов. Существовала с марта 2017 до сентября 2018. Также частью IRPGF было подразделение The Queer Insurrection and Liberation Army (TQILA)
- Анархистское сопротивление (англ. Anarchist Struggle) — группировка анархистов из разных стран
- Бригада Майкла Израэля — группа добровольцев из разных стран, сформированная вначале 2018 года во время обороны Африн. Получила название в честь Майкла Израэля — бойца МБС, погибшего в результате турецкой бомбардировки к северо-востоку от эль-Баба 29 ноября 2016 года во время операции «Щит Евфрата».

## Структура
- Объединённые силы свободы (United Freedom Forces)
  -  Женские силы свободы (Women’s Freedom Forces)
  -  Революционная коммуна  (Revolutionary Communard Party)
  -  MLSPB-DC (MLSPB-DC)
    -  Батальон Бетюль Алтындал (Betül Altindal Taburu)
    -  Батальон Серпил Полат (Serpil Polat Taburu)

  -  Социальное восстание (Social Insurrection)
  -  Революционный фронт  (Devrimci Cephe)
  -  Революционный штаб (Devrimci Karargâh)
  -  Революционная партия Турции (Revolution Party of Turkey)
  -  Фронт труда и свободы (Emek ve Özgürlük Cephesi)
  -  Народные революционные силы (Halkın Devrimci Güçleri)
  -  ПДКО (PDKÖ)
  -  Свободное вооружённое ополчение Азиза Гюлера (Aziz GÜLER Özgürlük Gücü Milis Örgütü)
  -  Отряд Кадер Ортакая (Kader Ortakaya Timi)
  -  Отряд Кызылбаш (Kızılbaş Timi)
  -  Революционная военная школа Махира Арчапая  (Mahir Arpaçay Devrimci Savaş Okulu)
  -  Дивизия Недждета Адаля (Necdet Adalı Müfrezesi)
  -  Отряд Спартака (Spartaküs Timi)
  -  Батальон шейха Бедреддина (Şehit Bedreddin Taburu)
  -  Отряд Адер Ортакая (Kader Ortakaya Timi)
- MLKP
  -  MLKP/KKÖ
- TKP/ML TİKKO
- MKP
- Reconstrucción Comunista
- TKEP/L
- RUIS
- Батальон Боба Кроу (Bob Crow Brigade)
- Бригада Анри Красуцкого (Henri Krasucki Brigade)
- IRPGF
  -  TQILA

## Галерея

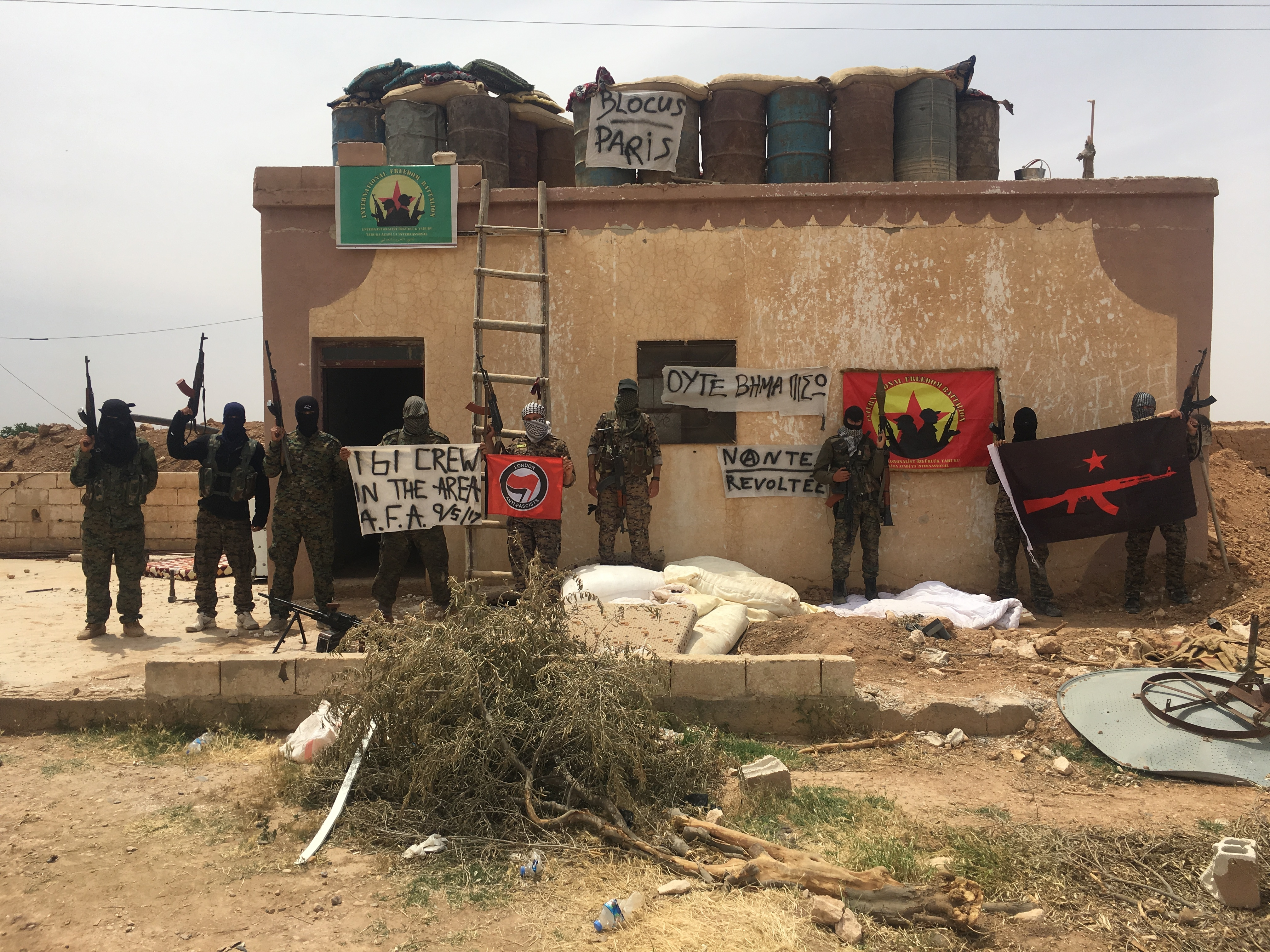
Бойцы Интернационального Батальона Свободы
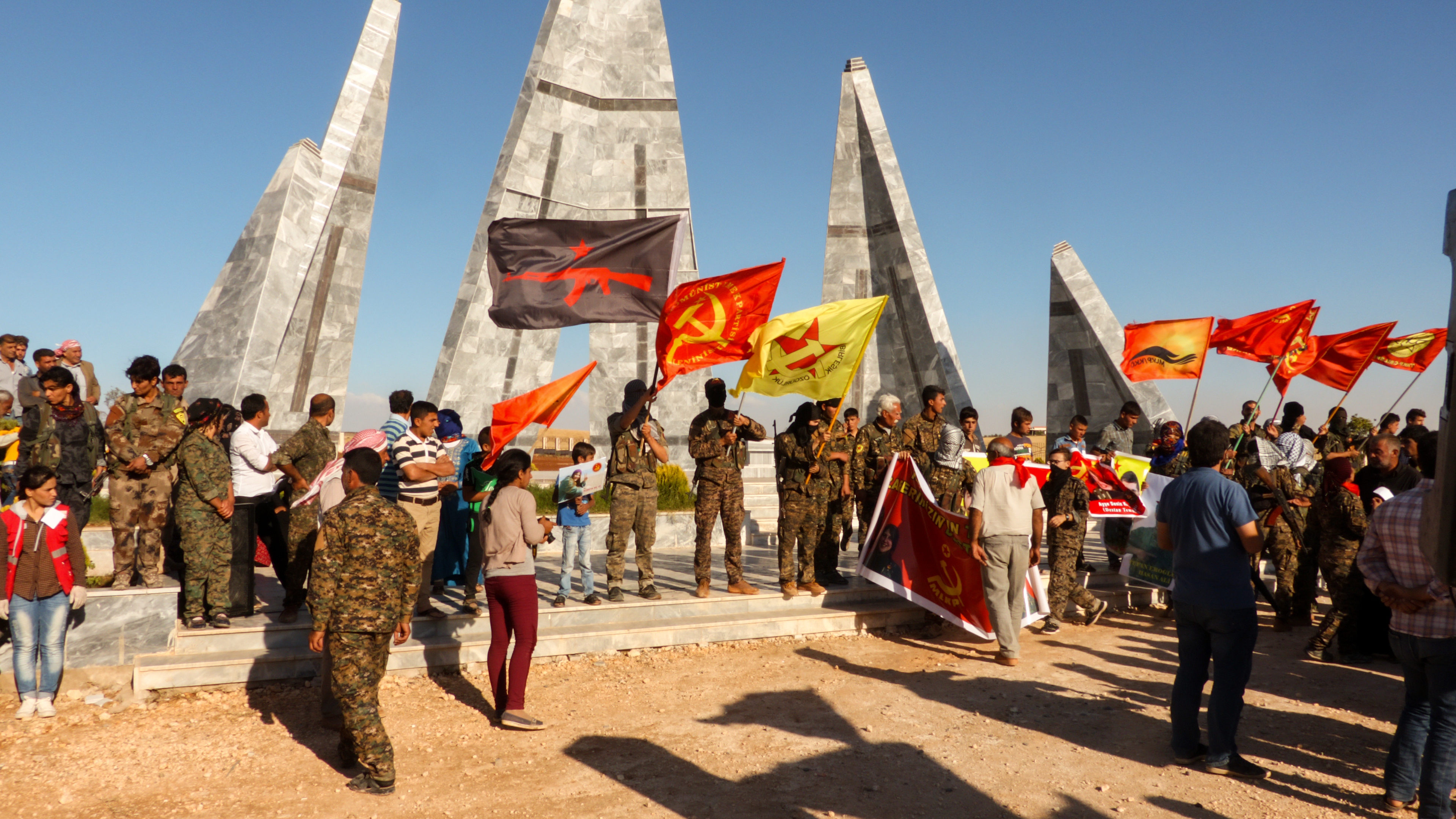
Участники IFB на церемонии захоронения  Айше Дениз Караджагил в Кобани
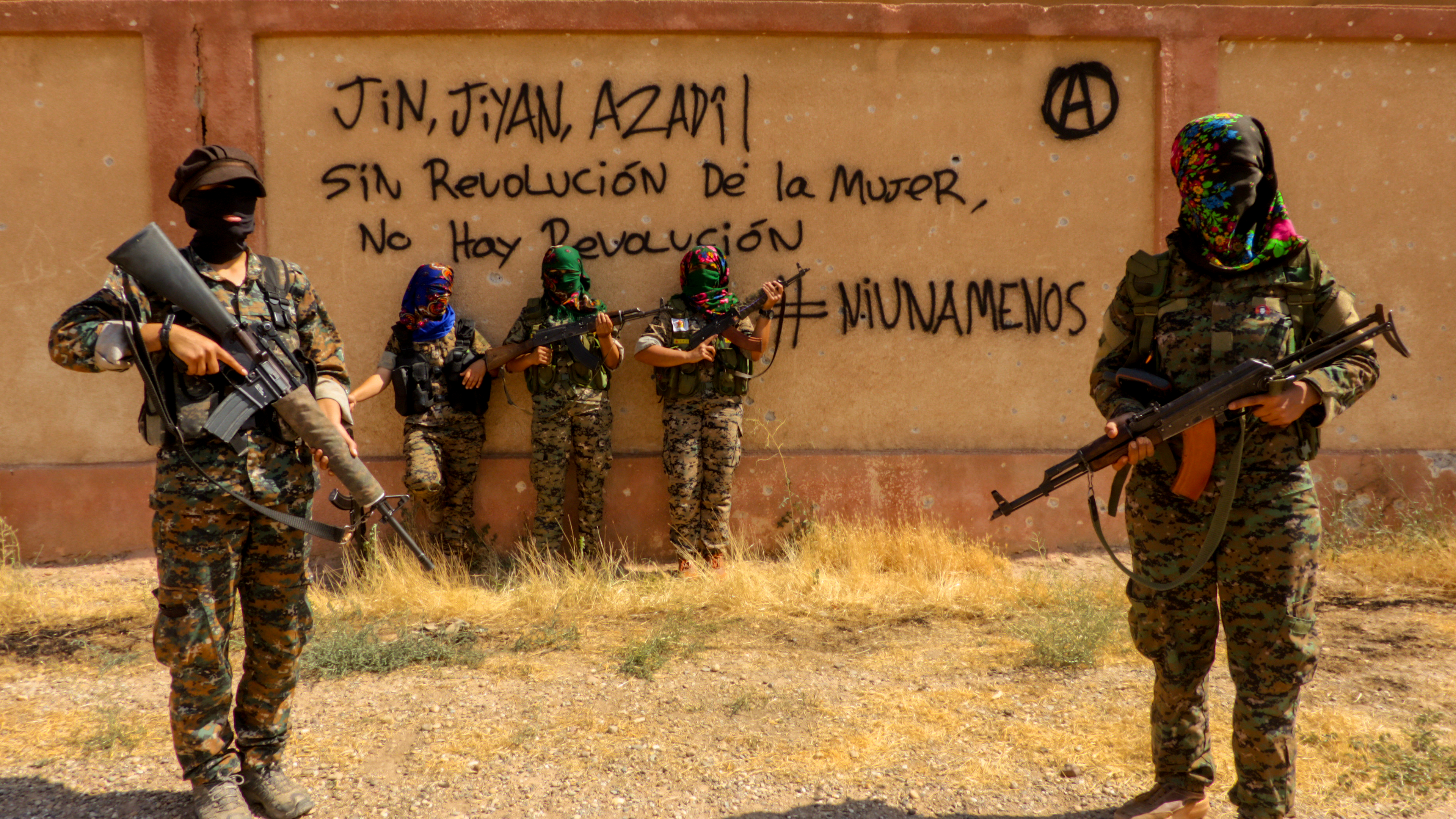
Женщины IFB выражают солидарность с Ni una menos
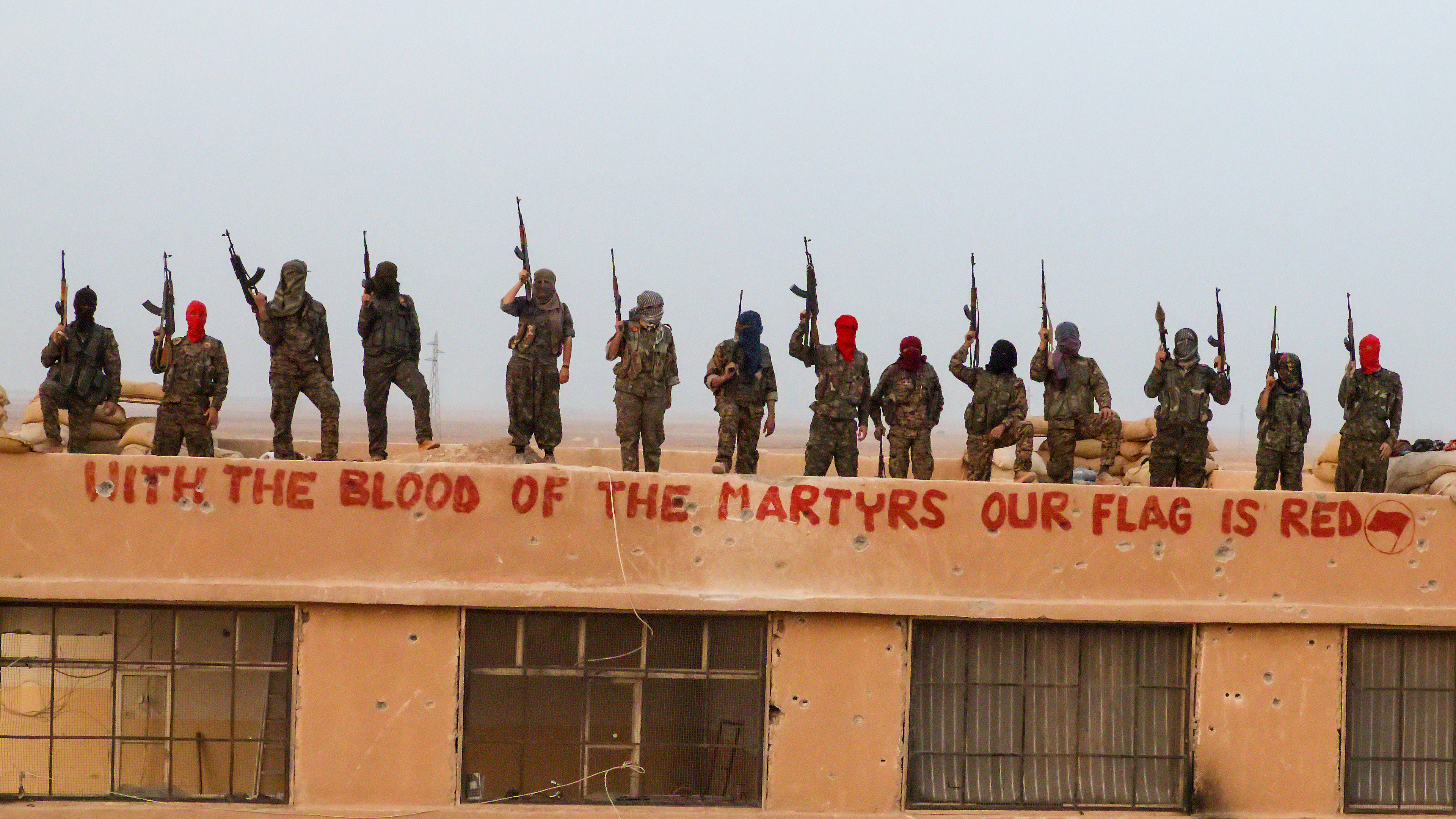
Бойцы Интернационального Батальона Свободы
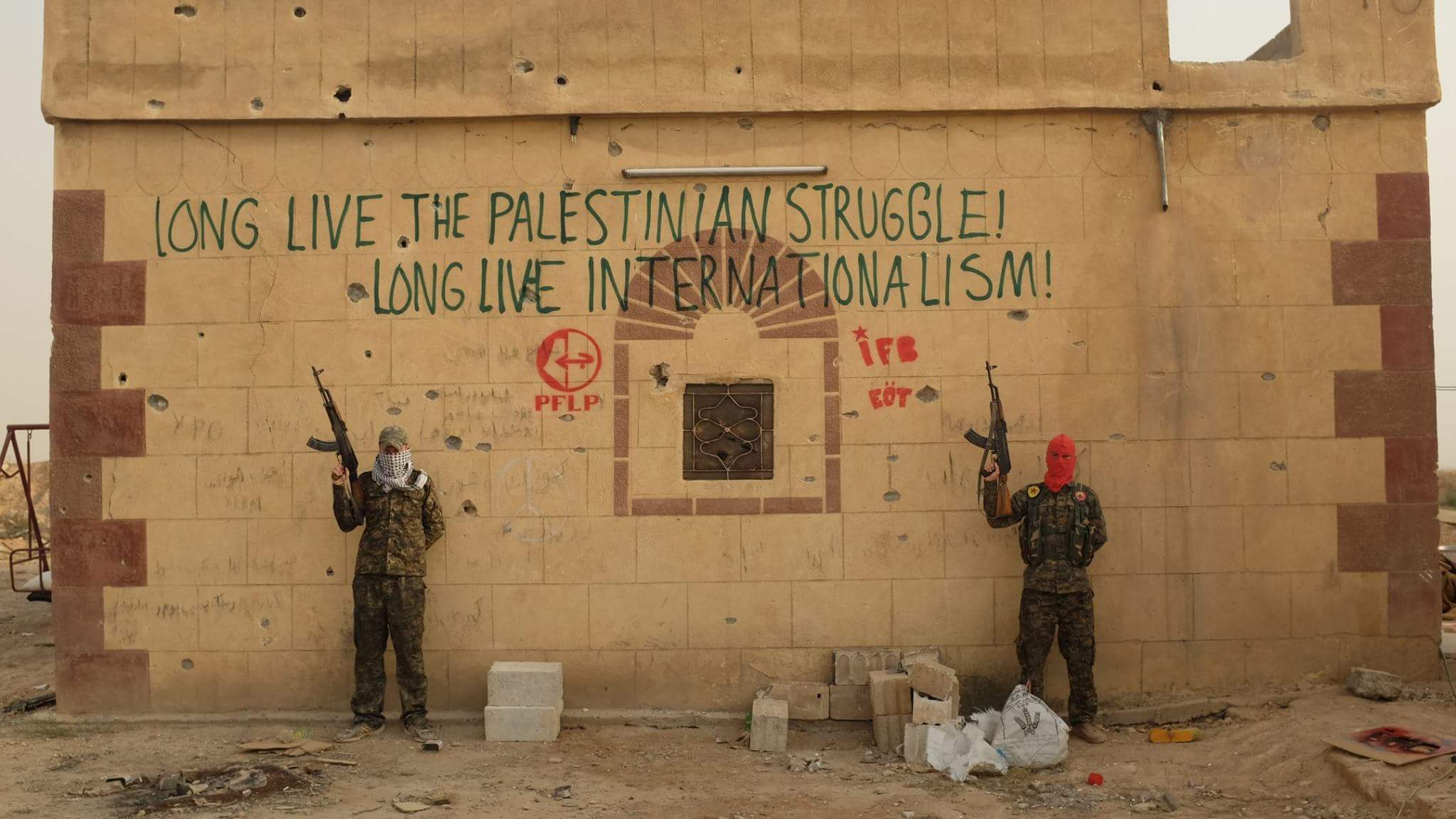
Бойцы IFB солидарны с НФОП
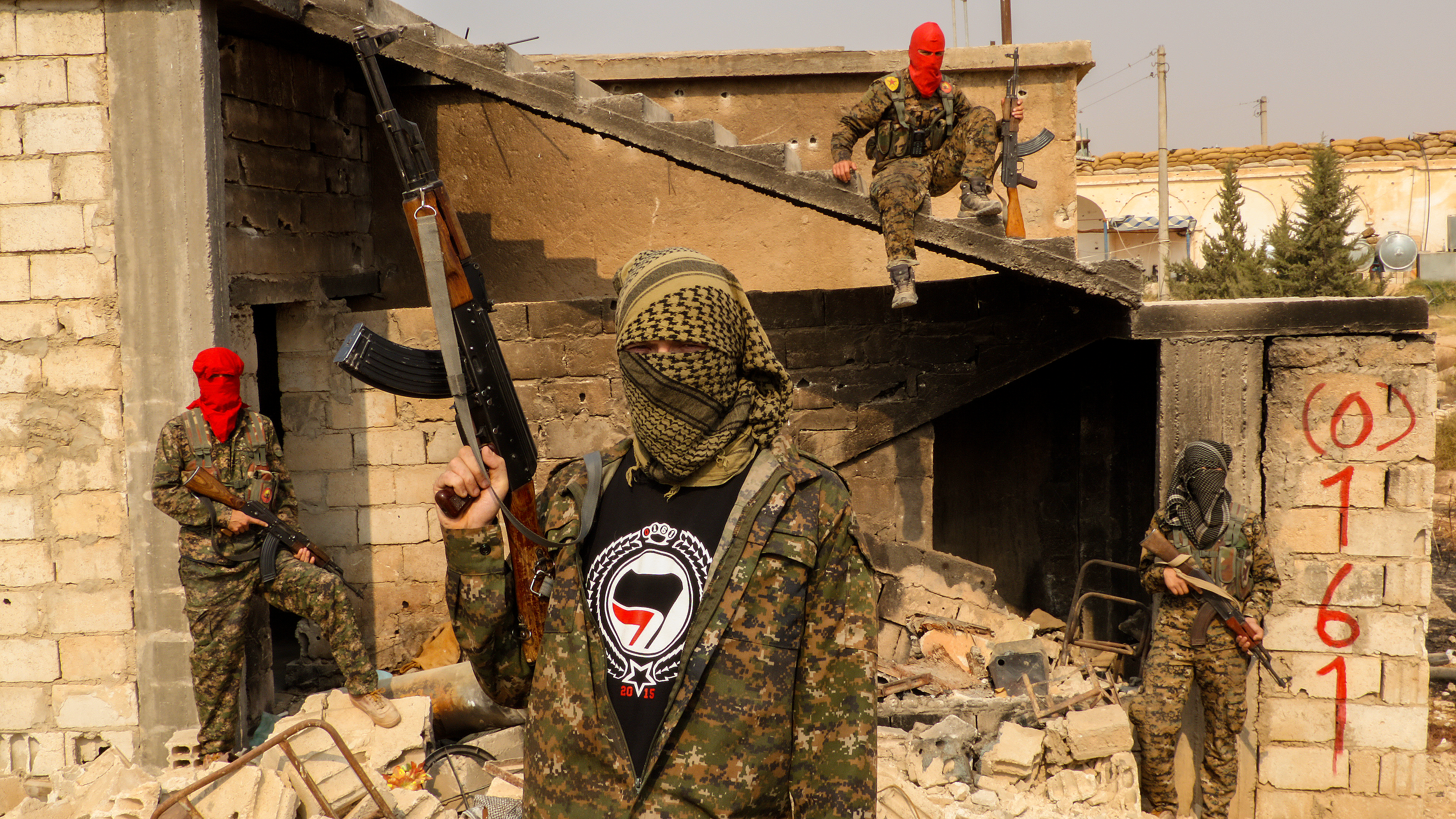
Бойцы бригады Боба Кроу (Bob Crow Brigade)
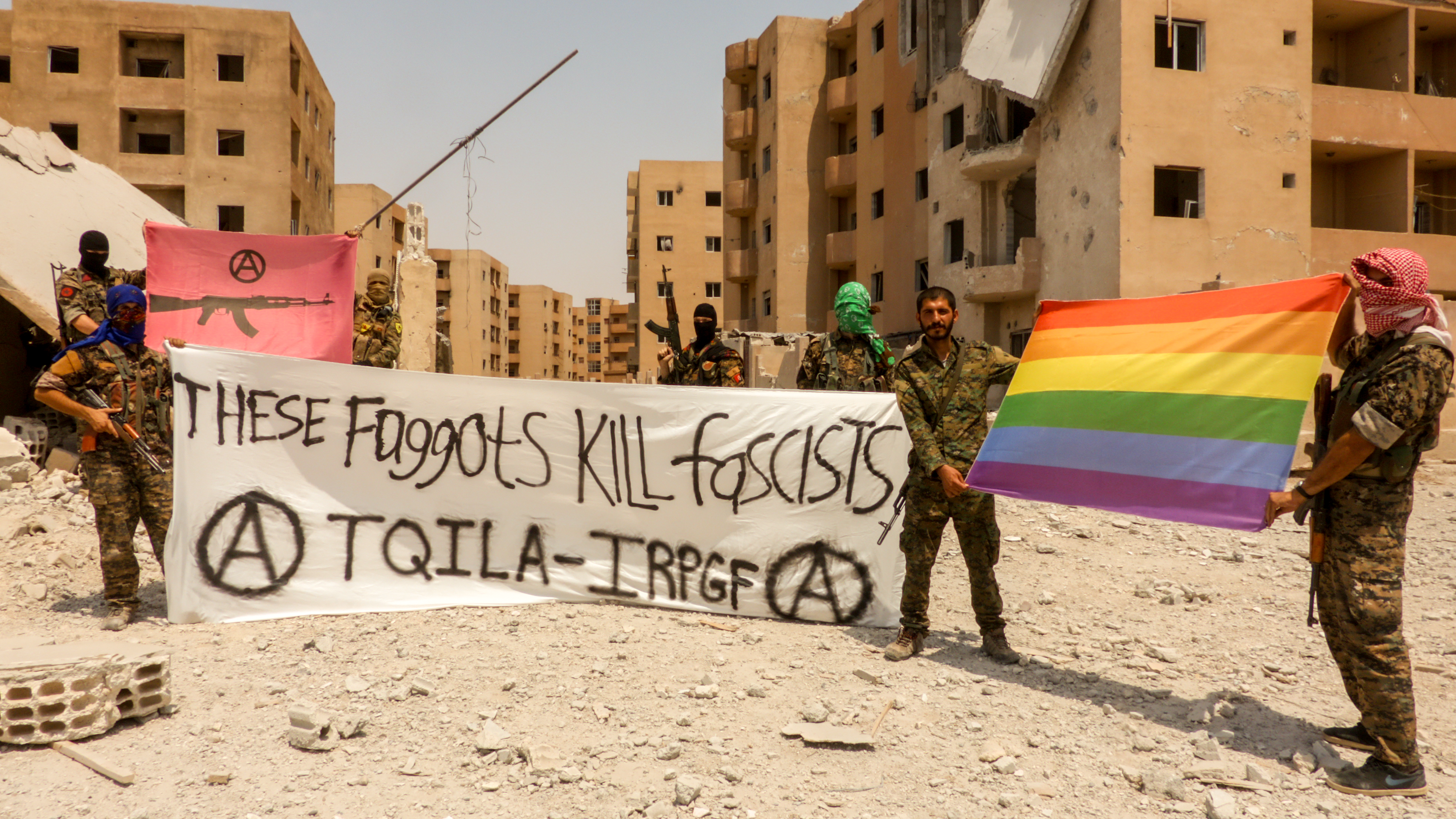
Бойцы TQILA в Ракке. Надпись на баннере: «Эти пидоры убивают фашистов»

## Потери
| Дата смерти          | Имя                               | Возраст    | Страна         | Группировка      | Место смерти                                                   |
| -------------------- | --------------------------------- | ---------- | -------------- | ---------------- | -------------------------------------------------------------- |
| Сентябрь 2013        | Serkan Tosun                      | Неизвестно | Турция         | MLKP             | Ras al-Ayn, Al-Hasakah Governorate                             |
| 23 февраля 2015      | Ashley Johnston                   | 28         | Aвстралия      | Львы Рожавы, YPG | Возле Tell Hamis, Al-Hasakah Governorate                       |
| 2 марта 2015         | Konstandinos Erik Scurfield       | 25         | Великобритания | Львы Рожавы,YPG  | Tal Khuzela, Al-Hasakah Governorate                            |
| 7 марта 2015         | Ivana Hoffman                     | 19         | Германия       | MLKP             | Возле Tell Tamer, Al-Hasakah Governorate                       |
| Май 2015             | Неизвестный                       | Неизвестно | Иран           | YPG              | юг Ras al-Ayn, Al-Hasakah Governorate                          |
| 25 мая 2015          | Bedrettin Akdeniz                 | Неизвестно | Турция         | BÖG              | Til Xenzir, Al-Hasakah Governorate                             |
| 2 июня 2015          | Mahir Arpaçay                     | Неизвестно | Турция         | BÖG              | Возле Ras al-Ayn, Al-Hasakah Governorate                       |
| 3 июня 2015          | Keith Broomfield                  | 36         | США            | Львы Рожавы, YPG | Suluk, мухафаза Эр-Ракка                                       |
| 7 марта –19 мая 2015 | Неизвестный                       | Неизвестно | Турция         | MLKP             | Ayn al-Arab District, мухафаза Алеппо и Al-Hasakah Governorate |
| 7 марта –19 мая 2015 | Неизвестный                       | Неизвестно | Турция         | MLKP             | Ayn al-Arab District, мухафаза Алеппо и Al-Hasakah Governorate |
| 7 марта –19 мая 2015 | Неизвестный                       | Неизвестно | Турция         | MLKP             | Ayn al-Arab District, мухафаза Алеппо и Al-Hasakah Governorate |
| 7 марта –19 мая 2015 | Неизвестный                       | Неизвестно | Турция         | MLKP             | Ayn al-Arab District, мухафаза Алеппо и Al-Hasakah Governorate |
| 7 марта –19 мая 2015 | Неизвестный                       | Неизвестно | Турция         | MLKP             | Ayn al-Arab District, мухафаза Алеппо и Al-Hasakah Governorate |
| 7 марта –19 мая 2015 | Неизвестный                       | Неизвестно | Турция         | MLKP             | Ayn al-Arab District, мухафаза Алеппо и Al-Hasakah Governorate |
| 27 июня 2015         | Reece Harding                     | 23         | Австралия      | Львы Рожавы,YPG  | Al-Kantari, мухафаза Эр-Ракка                                  |
| 6 июля 2015          | Kevin Jochim                      | 21         | Германия       | Львы Рожавы, YPG | Возле Suluk, мухафаза Эр-Ракка                                 |
| 21 сентября 2015     | Aziz Güler                        | Неизвестно | Турция         | BÖG              | Возле Ras al-Ayn, Al-Hasakah Governorate                       |
| 4 ноября 2015        | John Robert Gallagher             | 32         | Канада         | «223», YPG       | Возле Al-Hawl, Al-Hasakah Governorate                          |
| 23 февраля 2016      | Gunter Helsten                    | 47         | Германия       | YPG              | Al-Shaddadah, Al-Hasakah Governorate                           |
| 3 мая 2016           | Mario Nunes                       | 22         | Португалия     | YPG              | Tell Tamer, Al-Hasakah Governorate                             |
| 25 мая 2016          | Jamie Bright                      | 45         | Австралия      | YPG              | Al-Shaddadah, Al-Hasakah Governorate                           |
| 28 июня 2016         | Eylem Ataş                        | Неизвестно | Турция         | BÖG              | Манбидж, мухафаза Алеппо                                       |
| 14 июля 2016         | Levi Jonathan Shirley             | 24         | США            | YPG              | Манбидж, мухафаза Алеппо                                       |
| 21 июля 2016         | Martin Gruden                     | Неизвестно | Словения       | YPG              | Манбидж, мухафаза Алеппо                                       |
| 27 июля 2016         | Dean Carl Evans                   | 22         | Великобритания | YPG              | Манбидж, мухафаза Алеппо                                       |
| 3 августа 2016       | Jordan MacTaggart                 | 22         | США            | YPG              | Манбидж, мухафаза Алеппо                                       |
| 10 августа 2016      | William Savage                    | 27         | США            | YPG              | Манбидж, мухафаза Алеппо                                       |
| Август 2016          | Amir Qobadi                       | Неизвестно | Иран           | YPG              | Возле Kobanî, мухафаза Алеппо                                  |
| 24 ноября 2016       | Michael Israel                    | 27         | США            | YPG и BÖG        | К западу от Манбидж, мухафаза Алеппо                           |
| 24 ноября 2016       | Anton Leschek                     | Неизвестно | Германия       | YPG              | К западу от Манбидж, мухафаза Алеппо                           |
| 21 декабря 2016      | Ryan Lock                         | 20         | Великобритания | YPG              | К западу от Эр-Ракка, мухафаза Эр-Ракка                        |
| 21 декабря 2016      | Nazzareno Tassone                 | 24         | Канада         | YPG              | К западу от Эр-Ракка, мухафаза Эр-Ракка                        |
| 7 января 2017        | Muzaffer Kandemir                 | Неизвестно | Турция         | BÖG              | К западу от Эр-Ракка, мухафаза Эр-Ракка                        |
| 15 января 2017       | Paolo Todd                        | 33         | США            | YPG              | К западу от Эр-Ракка, мухафаза Эр-Ракка                        |
| 18 января 2017       | Albert Avery Harrington           | 49         | США            | YPG и SMC        | К западу от Эр-Ракка, мухафаза Эр-Ракка                        |
| 10 мая 2017          | Ulaş Bayraktaroğlu                | Неизвестно | Турция         | BÖG              | Возле Эр-Ракка, мухафаза Эр-Ракка                              |
| 29 мая 2017          | Ayşe Deniz Karacagil              | 23         | Турция         | MLKP             | Возле Эр-Ракка, мухафаза Эр-Ракка                              |
| 29 мая 2017          | Hasan Ali                         | Неизвестно | Турция         | MLKP             | Возле Эр-Ракка, мухафаза Эр-Ракка                              |
| 5 июля 2017          | Robert Grodt                      | 28         | США            | YPG              | Эр-Ракка, мухафаза Эр-Ракка                                    |
| 5 июля 2017          | Luke Rutter                       | 22         | Великобритания | YPG              | Эр-Ракка, мухафаза Эр-Ракка                                    |
| 5 июля 2017          | Nicholas Warden                   | 29         | США            | YPG              | Эр-Ракка, мухафаза Эр-Ракка                                    |
| 16 июля 2017         | David Taylor                      | 26         | США            | YPG              | Эр-Ракка, мухафаза Эр-Ракка                                    |
| 14 августа 2017      | Нубар Озанян                      | 61         | Турция         | TKP/ML           | Эр-Ракка, мухафаза Эр-Ракка                                    |
| Сентябрь 2017        | Gökhan Taşyakan                   | 38         | Турция         | BÖG              | Эр-Ракка, мухафаза Эр-Ракка                                    |
| 7 сентября 2017      | Frederic Henri Georges Demonchaux | 49         | Франция        | YPG              | Эр-Ракка, мухафаза Эр-Ракка                                    |
| 16 сентября 2017     | Siyabend Nasir                    | Неизвестно | Ирак           | YPG              | мухафаза Дайр-эз-Зор                                           |
| 26 сентября 2017     | Mehmet Aksoy                      | 32         | Великобритания | YPG              | Эр-Ракка, мухафаза Эр-Ракка                                    |
| 24 октября 2017      | Jac Holmes                        | 24         | Великобритания | YPG              | Эр-Ракка, мухафаза Эр-Ракка                                    |
| 25 ноября 2017       | Oliver Hall                       | 24         | Великобритания | YPG              | Эр-Ракка, мухафаза Эр-Ракка                                    |